# EA Mobile
EA Mobile，是美国艺电的美国游戏开发工作室。该工作室的主要业务是制作手机游戏，同时也制作其他与娱乐有关的软件，如铃声应用程序，以及其他平台如PDA和PC的游戏。该工作室制作了各种各样的游戏如格斗游戏，益智游戏和体育游戏。其最知名的产品有《模拟人生》，《极品飞车》和《FIFA》以及《宝石迷阵》，为PC游戏Worms World Party和该游戏中的NFL，NBA和MLB-branded游戏进行转换。他们与北美的主要无线服务运营商（如Sprint，Verizon和AT＆T），以及许多北美较小的运营商和欧洲和亚洲的一些主要运营商之间有关系。他们在洛杉矶，蒙特利尔，伦敦，东京，海得拉巴，檀香山，布加勒斯特和圣保罗设有办事处。

## 争议
2012年5月2日，EA Mobile旗下游戏摇滚乐队通知iOS用户，该游戏在2012年5月31日不再运营， 但是EA Mobile的App Store游戏（如The Simpsons: Tapped Out），已经将它下载的用户可以免费继续玩游戏。而该游戏发出通过后仍然在App Store按全价出售。